# Приятельський
Прия́тельський (рос. Приятельский) — селище у складі Алейського району Алтайського краю, Росія. Входить до складу Дубровської сільської ради.

## Населення
Населення — 243 особи (2010; 298 у 2002).
Національний склад (станом на 2002 рік):
- росіяни — 94 %